# DerGermanischeKrieger/Waltwih
1. WEITERLEITUNG Benutzer:DerGermanischeKrieger/Waltwih